# وسج
وسج، روستایی از توابع بخش خزل شهرستان نهاوند در استان همدان ایران است.

## مردم
مردم این روستا از چندین طایفه لرتبار هستند و با زبان لری گفت و گو می‌کنند.

### طوایف
جوهری؛ سوری، چگنی، سلگی، می‌روند، لروند، حسن گاویار، زنگنه و سایر می‌باشند.

## جمعیت
این روستا در دهستان خزل شرقی قرار دارد و براساس سرشماری مرکز آمار ایران در سال ۱۳۹۵، جمعیت آن ۱۶۶۷ نفر (۲۰۱خانوار) بوده است.